# Хамді Аль Саїд
Хамді Мустафа Аль Саїд Абдельвахаб (араб. حمدي مصطفى•السعيد عبد الوهاب; нар. 27 січня 1993) — єгипетський борець греко-римського стилю і боєць MMA, чемпіон та срібний призер чемпіонатів Африки з греко-римської боротьби, учасник Олімпійських ігор.

## Життєпис
У 2010 році здобув срібну медаль на Літніх юнацьких Олімпійських іграх. У 2012 — став чемпіоном Африки серед юніорів. На цьому ж чемпіонаті взяв участь у змаганнях з вільної боротьби і теж здобув чемпіонський титул.
1 жовтня 2021 року дебютував на професійному рівні у змішаних єдиноборствах, де протягом першого року виграв шість поєдинків з шести.

## Спортивні результати на міжнародних змаганнях

### Виступи на Олімпіадах
| Змагання                    | Збірна | Вагова категорія                 | Місце |
| --------------------------- | ------ | -------------------------------- | ----- |
| Літні Олімпійські ігри 2016 | Єгипет | греко-римська боротьба, до 98 кг | 10    |

### Виступи на Чемпіонатах Африки
| Змагання                         | Збірна | Вагова категорія                  | Місце  |
| -------------------------------- | ------ | --------------------------------- | ------ |
| Чемпіонат Африки з боротьби 2012 | Єгипет | греко-римська боротьба, до 120 кг | Срібло |
| Чемпіонат Африки з боротьби 2015 | Єгипет | греко-римська боротьба, до 98 кг  | Золото |

### Виступи на інших змаганнях
| Змагання                                                    | Збірна | Вагова категорія                  | Місце  |
| ----------------------------------------------------------- | ------ | --------------------------------- | ------ |
| Золотий Гран-прі з боротьби 2013 (Сомбатгей)                | Єгипет | греко-римська боротьба, до 120 кг | 11     |
| Середземноморські ігри 2013                                 | Єгипет | вільна боротьба, до 120 кг        | 5      |
| Літня Універсіада 2013                                      | Єгипет | вільна боротьба, до 120 кг        | 11     |
| Літня Універсіада 2013                                      | Єгипет | греко-римська боротьба, до 120 кг | 9      |
| Чемпіонат світу з боротьби серед військовослужбовців 2014   | Єгипет | греко-римська боротьба, до 98 кг  | Бронза |
| Всесвітні ігри військовослужбовців 2015                     | Єгипет | вільна боротьба, до 125 кг        | 7      |
| Всесвітні ігри військовослужбовців 2015                     | Єгипет | греко-римська боротьба, до 98 кг  | 10     |
| Олімпійський кваліфікаційний турнір з боротьби 2016 (Алжир) | Єгипет | греко-римська боротьба, до 98 кг  | Золото |
| Гран-прі Іспанії з боротьби 2016                            | Єгипет | греко-римська боротьба, до 98 кг  | 5      |

### Виступи на змаганнях молодших вікових груп
| Змагання                                       | Збірна | Вагова категорія                 | Місце  |
| ---------------------------------------------- | ------ | -------------------------------- | ------ |
| Літні юнацькі Олімпійські ігри 2010            | Єгипет | греко-римська боротьба, до 85 кг | Срібло |
| Чемпіонат Африки з боротьби серед юніорів 2012 | Єгипет | греко-римська боротьба, до 96 кг | Золото |
| Чемпіонат Африки з боротьби серед юніорів 2012 | Єгипет | вільна боротьба, до 96 кг        | Золото |
| Чемпіонат світу з боротьби серед юніорів 2012  | Єгипет | греко-римська боротьба, до 96 кг | 13     |